# کفر کمره
کفر کمره (به عربی: کفر کمرة) یک روستا در سوریه است که در استان حماه واقع شده‌است. کفر کمره ۲٬۸۹۵ نفر جمعیت دارد.